# Grote barracuda
De grote barracuda of grote zeesnoek (Sphyraena barracuda) is een straalvinnige vis uit de familie van de barracuda's (Sphyraenidae). 

## Kenmerken
De barracuda is gemiddeld 1,4 meter, maar kan een lengte bereiken van twee meter en een gewicht van 50 kilogram. Het lichaam van de vis heeft een langgerekte vorm. De grote kop heeft een bek met krachtige kaken, die zijn bezet met messcherpe tanden. De onderkaak steekt aan de voorkant iets uit. De vis is zilverachtig gekleurd met zwarte verticale strepen en kleinere stippen op het achterlichaam, en heeft een geprononceerde kaak. De vis heeft twee rugvinnen met in totaal zes stekels en negen vinstralen en één aarsvin met één stekel en tien vinstralen.

## Leefwijze
De grote barracuda is een roofvis, die zich voedt met andere vissen en macrofauna, die hij opspoort met zijn scherpe ogen. Zijn voorkeur gaat uit naar vissen die in scholen leven. Hoe meer vissen bij elkaar, hoe makkelijker het is er een paar te vangen. De barracuda is niet echt kieskeurig met eten. Als larve voedt hij zich eerst met roeipootkreeftjes en schakelt al snel over op vislarven.

## Verspreiding en leefgebied
Deze soort komt voor in de Grote, Atlantische en Indische Oceaan. De grote barracuda is een zout- en brakwatervis die voorkomt in subtropische wateren. De soort is voornamelijk te vinden in ondiepe wateren en koraalriffen. De diepte waarop de soort voorkomt is maximaal 100 meter.

## Relatie tot de mens
De grote barracuda is voor de beroepsvisserij van beperkt belang. De soms bijna 50 kilo zware vis wordt door hengelsporters in de VS genoemd als een furieuze vechter waarvan de eetbaarheid enigszins tegenvalt. De soort kan worden bezichtigd in sommige openbare aquaria. In het Caribisch gebied wordt er overigens wel veel op de barracuda gevist.
In het wild kan het voorkomen dat een barracuda een mens bijt. Omdat de mens geen prooi is voor een barracuda blijft het vaak bij een beet. Dit soort incidenten komt vooral voor bij slecht zicht of als mensen naar de vissen toezwemmen.
Barracuda's worden ook aangetrokken bij het speervissen. Dit levert gevaar als men in de buurt van barracuda's komt. Het komt voor dat de dieren de persoon aanvallen die aan het speervissen is.